# Cauarana iheringi
Cauarana iheringi là một loài bọ cánh cứng trong họ Cerambycidae.